# Matt Fitzpatrick
Matt Fitzpatrick (Sheffield, 1º settembre 1994) è un golfista inglese.
Professionista dal 2014, gioca all'interno sia nel circuito del PGA Tour sia dell'European Tour; ha vinto il suo primo Major, l'U.S. Open, nel 2022 e nel 2023 ha conquistato la seconda vittoria nel circuito PGA con il RBC Heritage.
Nell'European Tour, ha conquistato diversi tornei di cui, per due volte, il DP World Tour Championship (2016 e 2020) e l'Omega European Masters (2016 e 2017) e prima della vittoria del primo Major in carriera, ha vinto l'Andalucía Masters nel 2021.

## Vittorie professionali (10)

### European Tour vittorie (8)
| Legenda                 |
| Tornei Major (0)        |
| Tornei Rolex Series (2) |
| Altri European Tour (6) |

| No. | Data              | Torneo                            | Punteggio di vittoria | To par | Margine | Secondo           |
| --- | ----------------- | --------------------------------- | --------------------- | ------ | ------- | ----------------- |
| 1   | 11 ottobre 2015   | British Masters                   | 64-69-68-68=269       | −15    | 2 colpi | 3 giocatori       |
| 2   | 15 giugno 2016    | Nordea Masters                    | 68-65-68-71=272       | −16    | 3 colpi | Lasse Jensen      |
| 3   | 20 novembre 2016  | DP World Tour Championship        | 69-69-66-67=271       | −17    | 1 colpo | Tyrrell Hatton    |
| 4   | 10 settembre 2017 | Omega European Masters            | 67-65-70-64=266       | −17    | playoff | Scott Hend        |
| 5   | 9 settembre 2018  | Omega European Masters            | 69-64-63-67=263       | −17    | platoff | Lucas Bjerregaard |
| 6   | 13 dicembre 2020  | DP World Tour Championship        | 68-68-69-68=273       | −15    | 1 colpo | Lee Westwood      |
| 7   | 17 ottobre 2021   | Andalucía Masters                 | 71-68-70-69=278       | −6     | 3 colpi | Min Woo Lee       |
| 8   | 9 ottobre 2023    | Alfred Dunhill Links Championship | 67-64-66=197          | −19    | 3 colpi | 3 giocatori       |

### PGA Tour vittorie (2)
| Tornei Major (1)   |
| Altri PGA Tour (1) |

| No. | Data           | Torneo       | Punteggio di vittoria | To par | Margine | Secondo           |
| --- | -------------- | ------------ | --------------------- | ------ | ------- | ----------------- |
| 1   | 19 giugno 2022 | U.S. Open    | 68-70-68-68=274       | −6     | 1 colpo | Scottie Scheffler |
| 2   | 16 aprile 2023 | RBC Heritage | 66-70-63-68=267       | −17    | playoff | Jordan Spieth     |

### Partecipazioni Ryder Cup

#### Professionista
- Ryder Cup: 2016, 2021, 2023